# Rowan Williams
Pour les articles homonymes, voir Williams.
Rowan Douglas Williams, né à Swansea, au Pays de Galles, le 14 juin 1950, est un universitaire, un théologien et un ecclésiastique anglican de nationalité britannique. Il est créé pair à vie en tant que baron Williams d'Oystermouth, en 2013.
En 2003, il prend la tête de l’Église d'Angleterre et de la communion anglicane en devenant le 104e archevêque de Cantorbéry. Il y est remplacé en novembre 2012 par Justin Welby qui est intronisé le 21 mars 2013.

## Biographie

### Enfance et formation
Il fait ses études à la Dynevor School de Swansea, au Christ's College de Cambridge, et aux Christ Church et Wadham College d'Oxford où il obtient son doctorat. Il étudie la théologie à l'université d'Oxford et à l'université de Cambridge.

### Carrière
Après une longue carrière de 24 années comme universitaire à Oxford et à Cambridge, Rowan Williams devient en 1992 évêque de Monmouth. On le décrit en général comme appartenant au courant anglo-catholique de l'anglicanisme, avec des tendances libérales et latitudinaires : il est ainsi un des membres fondateurs de l'association Affirming Catholicism. Traducteur réputé de poètes gallois, ayant écrit lui-même des recueils de poésie, Rowan Williams a été admis au sein de la Gorsedd des bardes, une institution qui promeut la langue et la culture galloise. Son élévation au rang de « druide » juste avant son entrée en fonction comme archevêque de Cantorbéry, et le cérémonial utilisé ont suscité une brève controverse parmi certains groupes d'anglicans évangéliques qui y ont vu une forme de paganisme.
Rowan Williams s'est marié le 4 juillet 1981 avec Jane Paul (en), écrivaine et lectrice en théologie. Ils ont deux enfants.
Il est intronisé 104e archevêque de Cantorbéry le 23 février 2003.

### Mandat à la tête de la Communion anglicane

Signature de Rowan Williams : sa fonction lui permet de signer Cantuar, latin pour Cantorbéry.

Rowan Williams prend ses fonctions d'archevêque de Cantorbéry dans un contexte de forts tiraillements au sein de la Communion anglicane, parfois décrite comme au bord de l'implosion. En effet, certaines églises, notamment en Amérique du Nord, prennent des décisions libérales qui sont rejetées d'une part par des groupes minoritaires dans les pays occidentaux et d'autre part par les églises plus conservatrices du Sud, qui remettent en cause les liens d'intercommunion.
Dans ces circonstances, Rowan Williams essaie de jouer de son mieux un rôle d'apaisement et ainsi de maintenir l'unité de la Communion et de sa propre Église d'Angleterre.

#### La question de l'ordination d'homosexuels
Rowan Williams est en général considéré comme un évêque libéral, et on lui attribue des positions tolérantes vis-à-vis de l'homosexualité avant sa prise de fonction comme archevêque de Cantorbéry. Cette perception s'appuie principalement sur une série de conférences qu'il a données à l'Université d'Oxford en 1989 sur le thème de la théologie de la sexualité, intitulée la grâce et le corps (The Body's Grace).
Devenu primat, il sera critiqué par les conservateurs pour ses prises de position avant son élection. Il indique qu'il ne saurait exploiter sa position pour influencer l'évolution de son église, mais qu'il est tenu par sa fonction de défendre l'enseignement de celle-ci, tel que le consensus actuel le définit. Il reviendra cependant sur la question de sa propre position à l'occasion d'une interview en août 2006, déclarant que certaines critiques de son essai de 1989 étaient fondées. Questionné sur la question de l'acceptation des couples homosexuels, l'archevêque dit ne pas vouloir d'une église « inclusive » mais plutôt « accueillante », mais qui ne renonce pas pour autant à demander la conversion, y compris dans les habitudes et les comportements. Ce sont cette fois les libéraux qui lui reprochent sa politique d'équilibre et de maintien de l'unité, qu'ils considèrent comme de la pusillanimité, voire une forme de trahison.
Dès le début de son mandat, l'archevêque Williams doit gérer les remous provoqués par deux affaires consécutives : l'introduction d'un rite de bénédiction pour des couples de même sexe par le diocèse canadien de New Westminster et la nomination comme évêque du New Hampshire d'un évêque ouvertement homosexuel, Gene Robinson. Il convoque une réunion extraordinaire des primats de la Communion, qui déclarent « regretter profondément » ces actions, et proclament que « nul n'a l'autorité pour introduire unilatéralement un nouvel enseignement comme si c'était celui de la Communion tout entière ». Malgré cela, Gene Robinson sera effectivement consacré trois semaines plus tard et depuis ce moment, la Communion est restée au bord du schisme.
Rowan Williams est plus directement impliqué dans l'affaire du pasteur Jeffrey John, homosexuel affirmé et candidat à l'évêché de Reading. L'archevêque, réalisant les risques de rupture pour la Communion, avoua avoir perdu le contrôle de la situation, et demanda au pasteur de se désister avant de lui trouver une autre affectation.
Les relations se tendent plus encore entre l'Église épiscopale des États-Unis et les églises du Sud (Global South) avec la consécration d'une femme vivant elle aussi en couple homosexuel, Mary Glasspool. L'archevêque Williams, qui avait vainement appelé l'Église épiscopale à éviter tout geste de division et à respecter un moratoire sur de telles consécrations, regrette publiquement ce sacre. Il propose d'exclure les provinces ayant enfreint le moratoire des instances de dialogue œcuménique et envisage également des conséquences sur leur participation aux organes de la Communion anglicane elle-même.

#### Évolution de la communion anglicane
La nomination de Gene Robinson à l'épiscopat ébranle durablement la communion anglicane, et Rowan Williams multiplie les initiatives pour maintenir l'unité de cette dernière. Il met sur pied dès 2003 une Lambeth Commission on Communion chargée de faire des propositions en ce sens. Le groupe, dirigé par le primat irlandais Robin Eames publie ses conclusions dans le Windsor Report du 18 octobre 2004. Sans trancher le débat doctrinal, le rapport demande un moratoire sur les ordinations d'homosexuels et les bénédictions de couples de même sexe.
Sur le plan institutionnel, le rapport Windsor suggère l'adoption d'un Anglican Covenant (une alliance anglicane) qui obligerait les membres de la Communion à consulter leurs partenaires avant de prendre des décisions d'importance. Ce document, présenté par les uns comme un encouragement à l'interdépendance et aux compromis honorables, est dénoncé par les autres comme une contrainte incompatible avec la raison d'être de la communion anglicane. Malgré le soutien de l'archevêque de Cantorbéry, qui aurait vu ses prérogatives renforcées en cas d'adoption, le Covenant est rejeté par une majorité de diocèses en mars 2012.

#### Le projet d'intégration de groupes d'anglicans à l'Église catholique
Le 20 octobre 2009, l'Église catholique propose la mise en place de structures (les « ordinariats ») permettant d'accueillir des groupes d'anglicans en son sein en leur permettant de conserver leur spiritualité d'origine. L'annonce est faite de façon conjointe à Rome et à Londres, où elle prend la forme d'une conférence de presse commune des archevêques anglican Williams et catholique Nichols. Cette initiative a provoqué le lendemain un certain remous outre-Manche. Le Dr Rowan Williams est notamment critiqué pour consentir à ce qui est perçu comme un facteur de division de la Communion anglicane. Des voix se sont élevées pour demander sa démission.

#### Succession
En mars 2012, Rowan Williams annonce son intention de quitter sa charge d'archevêque en décembre suivant, et de prendre la direction de Magdalene College (université de Cambridge). Il explique à cette occasion que son successeur devrait avoir « la constitution d'un bœuf et le cuir d'un rhinocéros ». Le 9 novembre 2012, l'évêque de Durham Justin Welby est nommé pour lui succéder à la direction d'une communion anglicane en proie aux divisions, à la tête de laquelle il sera officiellement intronisé le 21 mars 2013.

## Prises de positions

### Ordination des femmes
Favorable à l'ordination des femmes, il ordonne lui-même l'une des premières femmes prêtres du Royaume-Uni en 1997 : Una Kroll.
Le Synode général de l’Église anglicane d’Angleterre a définitivement approuvé, lundi 17 novembre 2014 à Londres, le principe de l’ordination épiscopale des femmes, qui devrait ouvrir la voie à de premières ordinations d’évêques en 2015.
Après plus de quinze ans de controverse et au terme de cinq heures de débats, l'Église anglicane d'Angleterre a donné son feu vert, lundi 14 juillet 2014, en faveur de l'ordination de femmes évêques. Cette décision – votée par 152 voix pour, 12 contre, et 5 abstentions – avait été prise dès novembre 2013 et devait encore être avalisée par chaque diocèse et adoptée lors d'une assemblée nationale – appelée « synode général » – organisée à York.

### L'attentat du 11 septembre 2001
Le 11 septembre 2001, lors des attaques sur les Twin Towers de Manhattan, il se trouvait à New York pour prononcer une conférence, il raconte son expérience vécue dans le livre Writing in the dust (Écrire dans la poussière). Plus tard, en 2003, désirant se démarquer de la position du président américain, il suscita l'incompréhension du grand public en déclarant que « les terroristes pouvaient avoir des objectifs moraux sérieux » et qu'il fallait éviter de les ranger systématiquement dans le camp de l'« axe du mal ». Depuis cette prise de position, il entretient des contacts avec de nombreux responsables musulmans et fut même invité le 11 septembre 2004 à venir parler de la Trinité à la mosquée al-Azhar du Caire.

### L'application de la Charia
En janvier 2008, Rowan Williams indique que l'introduction de la charia, la loi islamique, dans certaines parties de la législation britannique, en particulier pour les affaires familiales ou financières, lui semble inévitable. Cette prise de position provoque un tollé dans l'opinion publique britannique et suscite des appels à la démission de l'archevêque. Celui-ci se voit contraint de préciser que son propos ne saurait concerner les applications violentes de la charia dans le traitement des affaires criminelles, comme les flagellations, les mains coupées ou les décapitations. Il ajoute qu'il s'est contenté d'une exploration théorique des contours de la notion d'accommodement raisonnable dans une société multiculturelle, et de chercher à déconstruire les représentations occidentales de la charia. Le cœur de son propos semble être d'envisager favorablement la possibilité de choisir, dans certains cas et de façon volontaire, entre deux types de juridictions.
Il est aussi reproché à l'archevêque de Cantorbéry son silence, concernant les menaces de mort reçues par l'évêque Michael Nazir-Ali (en) après que celui-ci a dénoncé dans le Sunday Times, la situation de certains quartiers des cités d'Angleterre à très grande majorité musulmane, devenus des zones interdites aux non-musulmans à cause des islamistes radicaux.

### Questions de société
Le 28 février 2012, dans un discours portant sur les droits de l'homme, Rowan Williams s'élève contre rejette les projets d'introduction de l'euthanasie ou du suicide assisté dans la législation. Il considère que ces innovations, rejetées par de nombreuses personnes, menacent les individus les plus vulnérables et, par suite, qu'elles se parent indûment du langage des droits humains. Dans le même discours, l'archevêque de Cantorbéry déclare son opposition à l'introduction du mariage homosexuel. Englobant les deux problématiques, il souligne qu'à ceux qui considèrent « que ne pas légaliser le suicide assisté ou le mariage homosexuel perpétue le rejet ou la marginalisation de certaines personnes, la réponse doit être, je pense, que la question du rejet et de la marginalisation doit être posée au niveau de la culture et non de la loi ».

### Questions économiques et sociales
Lors de l'éclatement de la crise financière de l'automne 2008, Rowan Williams déclare le 24 septembre que Karl Marx avait en partie raison dans sa critique du capitalisme : « Marx a fait remarquer il y a longtemps la façon dont un capitalisme débridé peut devenir une sorte de mythe, attribuant réalité, pouvoir et moyens d'action à des choses qui n'ont pas d'existence par elles-mêmes. »
Le 9 juin 2011, Rowan Williams publie une tribune dans le New Statesman, dans laquelle il critique violemment la politique du gouvernement de coalition de David Cameron. Il considère que son projet phare de "Big Society" est un slogan creux destiné à camoufler une pure logique de restrictions budgétaires sous un habillage trompeur. L'archevêque n'hésite pas à s'en prendre à "des changements politiques radicaux engageant le long terme et pour lesquels personne n'a voté", et à évoquer "une anxiété très compréhensible sur ce que démocratie veut dire dans un tel contexte". De nombreux commentateurs s'étonnent de la virulence de l'attaque, qu'ils comparent à celle de l'affrontement entre Robert Runcie et Margaret Thatcher lors de la parution du rapport "Faith in the City" en 1985. Plusieurs d'entre eux interprètent ces accusations comme une mise en doute de la légitimité du gouvernement,,, évoquant même une grave faute de l'archevêque, dont les critiques leur semblent qui plus est sans fondement. Outre les déclarations d'hommes politiques, le Mail Online relève l'intervention de l'archevêque catholique de Westminster Vincent Nichols, en sens directement opposé à celui de Rowan Williams.

### La franc-maçonnerie
En 2002, Rowan Williams indique ses « sérieux doutes quant à la compatibilité de la franc-maçonnerie avec la profession de foi chrétienne », aussi bien à cause de son mode d'organisation en réseaux d'influence cultivant le secret, qu'à cause des aspects rituels. Il précise à cette occasion avoir refusé la nomination de clercs francs-maçons au sein de la haute hiérarchie anglicane,.
En mai 2011, comme archevêque de Cantorbéry, fait pression sur Jonathan Baker, qui vient d'être nommé visiteur épiscopal provincial, pour qu'il quitte la franc-maçonnerie.

## Écrits
Rowan Williams, théologien anglican, fut archevêque de Cantorbéry de 2003 à 2012,.
La bonté rejetée

« La seule personne pleinement humaine est vue comme l'ennemi de l'humanité. Nul besoin, encore une fois, d'avoir à chercher des théories complexes et mystiques pour le comprendre ; il nous suffit de réfléchir un instant à la manière dont nous jugeons inquiétante, suspecte, la bonté — et même au soulagement que nous éprouvons lorsqu'une personnalité exemplaire se révèle moins parfaite que prévu.

Face à la bonté véritable, notre réflexe consiste souvent à nous cacher. Et cela devient encore plus visible dans notre vie sociale, que nous cherchons des modèles de « boucs émissaires » : nous renforçons notre sentiment d'appartenance réciproque en identifiant arbitrairement quelqu'un comme un ennemi ou une menace. Et lorsque quelqu'un cherche à combler le fossé ainsi creusé et à rétablir la paix, nous voyons se déchaîner encore davantage de violence.
Si nous parlons de Jésus comme d'un être humain offrant un don divin, offrant un amour sans réserves au Père et au monde, nous parlons nécessairement de quelqu'un dont la sécurité va être intensément menacée dans notre monde. Il aura à faire au poids de notre résistance congénitale, il devra payer le prix de notre révolte tenace contre ceux que nous sommes vraiment. Les chrétiens disent que Jésus a « payé le prix du péché ». »

— Rowan Williams. Une introduction à la foi chrétienne, Genève, Labor et Fides, 2019, p. 120-121.